# Gaußgewehr

Animierte Darstellung eines dreistufigen Gaußgewehrs

Das Gaußgewehr, auch bekannt unter den englischen Bezeichnungen Coilgun oder Gaussrifle (von englisch coil = ‚Spule‘, gun = ‚Kanone‘, rifle = ‚Gewehr‘), ist ein elektromagnetischer Beschleuniger für Wuchtgeschosse, bei dem – anders als bei der ebenfalls magnetisch arbeitenden Railgun – Spulen zur Erzeugung der Magnetfelder verwendet werden. Im Prinzip ähnelt das Coilgun-Prinzip dem Linearmotor, der auch den Antrieb der Magnetschwebebahn darstellt. Namensgeber ist der deutsche Mathematiker und Physiker Carl Friedrich Gauß respektive die nach ihm benannte Einheit für die magnetische Flussdichte. Gauß selbst befasste sich lediglich mit den Grundlagen des Magnetismus.

## Anwendungen
Eine Vielzahl von privaten Projekten, Schulprojekten und Demonstrationsgeräten befasst sich mit den Varianten des Prinzips.
Forschungs- und Entwicklungsabteilungen von Rüstungsunternehmen befassen sich neben der verwandten Railgun auch mit den Prinzipien von Gaußgewehren.
Ein ähnliches Konzept nur mit Linearmotor siehe: elektromagnetisches Katapult

## Funktionsweise
Das Gaußgewehr beschleunigt Wuchtgeschosse, deren Wirkung sich im Ziel nur durch ihre kinetische Energie entfaltet. Prinzipiell existieren zwei grundlegend verschiedene Verfahren, ein Projektil mit einer Anordnung von Spulen zu beschleunigen:

### Ferromagnetische Gaußkanone
Bei einer ferromagnetischen Gaußkanone (englisch Reluctance Coil Gun) handelt es sich um eine Waffe, die ein ferromagnetisches Geschoss mit Hilfe elektromagnetischer Kräfte beschleunigt. Zum Beschleunigen wird durch eine vor dem Geschoss befindliche Spule elektrischer Strom geleitet. Das dabei erzeugte Magnetfeld zieht das Geschoss an und beschleunigt es so ins Spulenzentrum. Das Magnetfeld muss rechtzeitig abgeschaltet werden, bevor das Geschoss das Zentrum erreicht, andernfalls hat es eine bremsende Wirkung (man stelle sich einen Pfeil vor, der mit der Sehne des Bogens verbunden bleibt). Durch das sequenzielle Aktivieren von mehreren hintereinandergestellten Spulen lassen sich immer höhere Geschwindigkeiten erreichen (sog. Multistage Coilgun).
Der dazu notwendige kurze und sehr kräftige Stromimpuls wird meist mit Hilfe von Kondensatoren erzeugt, die über die Spule kurzgeschlossen und somit schlagartig entladen werden. Problematisch ist dabei das zeitlich exakte Abschalten der Spule und die Sättigungsmagnetisierung des Projektils. Konstruktionen, die den Spulenstrom gesteuert abschalten, wenn das Geschoss einen bestimmten Punkt erreicht hat, verfügen über Sensoren und eine Signalrückführung (closed-loop). Bei Anlagen, bei denen der Strom solange durch die Spulen fließt, bis der Energiespeicher erschöpft ist, wird der Ort des Projektils nicht detektiert, es liegt keine Signalrückführung vor (open-loop). Solche Anlagen funktionieren nur bei genauer Abstimmung der Projektilmasse auf die Stromkreise. Auch das ferromagnetische Material, aus dem das Geschoss besteht, beeinflusst die Magnetfelder der Spulen nichtlinear, was Berechnungen schwierig macht.
Wenn die Elektrische Leitfähigkeit des Materials, aus dem das Projektil besteht, zu hoch ist, werden durch das sich verändernde Magnetfeld Wirbelströme im Projektil erzeugt. Diese haben nicht nur eine bremsende Wirkung auf das Projektil, sondern erhitzen es auch durch Induktive Erwärmung. Sobald die Temperatur des Projektils die Curie-Temperatur seines Materials übersteigt (bei Eisen 768 °C), hört es auf, ferromagnetisch zu sein. Dadurch fällt die Vortriebskraft durch das Magnetfeld weg, während die Bremskraft durch die Wirbelströme weiter wirksam bleibt. Abhilfe besteht in der Verwendung von Ferriten mit geringer elektrischer Leitfähigkeit oder von lamelliertem oder gewickeltem Dynamoblech. Alternativ dazu kann elektrisch leitfähiges Material nach Erreichen des Curiepunktes nach dem Prinzip der induktiven Gaußkanone weiter beschleunigt werden.

### Induktive Gaußkanone
Dieser Typ verwendet nichtmagnetische, elektrisch leitfähige Projektile (meist aus Kupfer oder Aluminium). Bei diesem Typ wird ein sehr starkes und sich schnell änderndes Magnetfeld in den Spulen erzeugt. Dieses bewirkt durch Wirbelstrom bzw. die durch dessen Magnetfeld hervorgerufene Feldverdrängung eine abstoßende Kraft auf das Projektil und beschleunigt es von der Spule weg (auch als Thomson-Effekt bezeichnet). Auch hier lässt sich das Magnetfeld vorteilhaft mit einem Kondensator erzeugen, der in eine Spule entladen wird – es entsteht eine gedämpfte Schwingung. Die Spannung des Kondensators ist typischerweise mehrere kV, damit die Stromanstiegsgeschwindigkeit in der Spule hoch ist und starke Wirbelströme entstehen. Der Stromimpuls ist bei dieser Methode meist kürzer als beim ferromagnetischen Modell. Der elektrische Impuls muss nicht zu einem bestimmten Zeitpunkt abgeschaltet werden, was die Konstruktion vereinfacht. Die Abwesenheit von Eisen lässt auch bei Magnetfeldern über dessen Sättigungsinduktion eine weitere Steigerung der Wirkung zu – die Maximalstärke wird im Wesentlichen nur durch die mechanische Festigkeit der Spule begrenzt. Die Geschosse haben meist Ringform, was sich vorteilhaft auf die induzierten Ströme auswirkt und einen Kompromiss zwischen möglichst geringem Luftwiderstand und großer Querschnittsfläche darstellt.
Das Verfahren wird auch zur Material-Umformung angewendet, siehe Magnetumformung.
Ein Spezialfall der induktiven Gaußkanone ist die von Andrei Dmitrijewitsch Sacharow im Jahre 1953 erfundene Plasma-Kanone. Ein Magnet-kumulativer Generator vom Typ 2 (MK-2), der auch als Flusskompressionsgenerator bezeichnet wird, erzeugt einen Magnetfeld-Puls von 2 Millionen Gauß oder 200 Tesla, der einen Strom von 100 Millionen Ampere induziert. Dadurch wird ein kleiner Aluminiumring durch die induzierten Wirbelströme zu einem auf 100 km/s beschleunigten Plasma-Torus verdampft. Durch das Magnetfeld des im Plasma-Torus fließenden Ringstromes wird das Plasma eingeschlossen und komprimiert (Pinch-Effekt). Im Vakuum behält der Plasma-Torus seine Geschwindigkeit bei.
Als Wirbelstrombeschleuniger wird eine Anordnung bezeichnet, bei der eine flache Spule eine leitfähige Scheibe aus Aluminium (Sabot) beschleunigt. In der Mitte der Scheibe liegt ein Projektil (Stahlkugel), welches aufgrund der Impulsübertragung eine hohe Geschwindigkeit (nahezu Schallgeschwindigkeit) erhält.

## Vorteile
Konventionelle, durch Treibladungen angetriebene Waffen sind in ihrer maximalen Mündungsgeschwindigkeit begrenzt. Die theoretisch maximal erreichbare Geschwindigkeit eines konventionell beschleunigten Geschosses ist gleich der Ausdehnungsgeschwindigkeit des beim Verbrennen der Treibladung entstehenden Treibgases.
Ein Gaußgewehr kann dagegen theoretisch die für alle Projektilwaffen geltenden aerodynamischen Grenzen des Projektils erreichen.
Denkbar ist es, die Flugbahn eines Geschosses durch ein Magnetfeld im Mündungsbereich wesentlich feiner auszurichten, als das durch Richten und Traversieren eines traditionellen Laufes möglich ist. So sind schnelle Schussfolgen möglich, bei denen die Flugbahn des vorhergehenden Geschosses ausgewertet wird und das nächste Geschoss im Feinstbereich nachgeführt wird.
Tatsächlich ist die mit beiden Methoden erreichbare Austrittsgeschwindigkeit enorm hoch (mehrere km/s) – entsprechend groß ist die kinetische Energie des Projektils und die daraus resultierende Penetrationsleistung.
Die Waffen wären vermutlich weitaus leiser als herkömmliche Feuerwaffen und erzeugten weniger die Stellung verratende Rauchschwaden. Da nur eine oder wenige Treibladungen gespeichert werden würden, entfallen die mit der Lagerung von Munition entstehenden Risiken weitgehend.

## Nachteile
Ein Gaußgewehr benötigt zum Betrieb sehr viel elektrische Energie. Bisher gibt es keine Möglichkeit, diese Energie kompakt und schnell abrufbar zu speichern. Auf Panzern und Kriegsschiffen kann ein Gaußgewehr zwar an deren Stromversorgung angeschlossen werden – jedoch ist ein zusätzlicher voluminöser Energiespeicher (meist Kondensatoren) erforderlich, der während einer kurzen Zeitspanne eine sehr hohe Momentanleistung (MW bis GW) liefern kann.
Aufgrund der Funktionsweise von Gaußgewehren sind die Entwürfe nur schwer umzusetzen. Neben den Problemen, die auch bei anderen magnetischen Waffen auftreten (Gewicht, Stromversorgung etc.), gibt es hier weitere Komplikationen:
- Mit Gaußgewehren lassen sich zwar hohe Geschwindigkeiten erreichen – die Energie steigt im Quadrat zur Geschwindigkeit –, der Luftwiderstand nimmt jedoch ebenso quadratisch zu. Das kann bis zur thermischen Zerstörung des Geschosses führen, das bereits beim Abschuss stark erhitzt wird.
- Bei den derzeit geringen realisierten Wirkungsgraden werden enorme Wärmemengen in der Waffe selbst frei.
- Bei den sogenannten Multistage Coilguns wird der Beitrag der vorderen Spulen wegen steigender Geschwindigkeit des Geschosses immer geringer, da die Wirk- bzw. Einschaltzeit sinkt.